# Albrechtice (Rozsochy)
Albrechtice (německy Albrechtitz) jsou malá vesnice, část obce Rozsochy v okrese Žďár nad Sázavou. Nachází se asi 1 km na západ od Rozsoch a 5 kilometrů západně od Bystřice nad Pernštejnem.
Albrechtice leží v katastrálním území Albrechtice u Rozsoch o rozloze 2,1 km2.

## Název
Název se vyvíjel od varianty Albrechtice (1384), Albrechticz (1437), Albrechticze (1587) až k verzím Albrechtitz a Albrechtice v letech 1846 a 1872. Místní jméno znamenalo ves lidí Albrechtových. Pojmenování je rodu ženského, čísla pomnožného, genitiv zní Albrechtic.

## Historie
První písemná zmínka o obci pochází z roku 1384, kdy zde byl manský dvůr. Ten byl i s osadou ve vlastnictví hradu Pyšolec.
V letech 1869–1880 příslušela Albrechtice jako osada k obci Kundratice, v letech 1880–1960 byla samostatnou obcí, od roku 1961 spadá jako místní část k obci Rozsochy.
Od podzimu 1943 tu působil Rudolf Procházka, který ze statku u Holečků vysílal zprávy z Moskvy. Přes upozornění místního četníka zde zůstal. 15. července 1944 byl statek přepaden, Procházka s Josefem Holečkem mladším uprchli, zbytek rodiny byl zatčen a 27. září 1944 v Mauthausenu popraven.

## Obyvatelstvo
| Rok            | 1869 | 1880 | 1890 | 1900 | 1910 | 1921 | 1930 | 1950 | 1961 | 1970 | 1980 | 1991 | 2001 | 2011 | 2021 |
| -------------- | ---- | ---- | ---- | ---- | ---- | ---- | ---- | ---- | ---- | ---- | ---- | ---- | ---- | ---- | ---- |
| Počet obyvatel | 227  | 215  | 194  | 210  | 186  | 202  | 205  | 165  | 159  | 129  | 125  | 101  | 96   | 75   | 80   |
| Počet domů     | 33   | 34   | 37   | 34   | 34   | 35   | 34   | 39   | 39   | 35   | 33   | 35   | 37   | 37   | 37   |

## Doprava
Prochází tudy silnice III. třídy č. 3856 do Rozsoch. Dopravní obslužnost zajišťuje dopravce ZDAR. Autobusy jezdí ve směrech Nové Město na Moravě-, Dolní Rožínka a Bystřice nad Pernštejnem.

## Pamětihodnosti
- Kaplička svatého Cyrila a Metoděje se zvoničkou stojí na návsi.[12] Pochází z roku 1863.[3]
- Kříž s Kristem z roku 1862[3]
- Pomník padlých a umučených v obou světových válkách pochází z roku 1946.[3]

## Přírodní poměry

### Vodstvo
Při severním okraji osady protéká říčka Nedvědička, která je pravostranným přítokem řeky Svratky.